# Tillandsia lutheri
Tillandsia lutheri är en gräsväxtart som först beskrevs av José Manuel Manzanares och Walter Till, och fick sitt nu gällande namn av Jason Randall Grant. Tillandsia lutheri ingår i släktet Tillandsia och familjen Bromeliaceae. Inga underarter finns listade i Catalogue of Life.